# پابلو لاریا
پابلو لاریا (انگلیسی: Pablo Larrea؛ زادهٔ ۴ فوریهٔ ۱۹۹۴) بازیکن فوتبال اهل اسپانیا است.
از باشگاه‌هایی که در آن بازی کرده‌است می‌توان به باشگاه فوتبال نومانسیا اشاره کرد.